# 蒙巴赞
蒙巴赞（法語：Montbazin，法語發音：[mɔ̃bazɛ̃]）是法国埃罗省的一个市镇，位于该省中部偏南，属于蒙彼利埃区。

## 地理
蒙巴赞（43°30'57"N, 3°41'46"E）面积21.13 平方千米，位于法国奧克西塔尼大區埃罗省，该省份为法国南部沿海省份，南濒地中海，西南接奥德省，西北接塔恩省和阿韦龙省，东北与加尔省接壤。
与蒙巴赞接壤的市镇（或旧市镇、城区）包括：欧姆拉斯、库尔农塞克、库尔农泰拉勒、日让、普桑、维勒韦拉克。

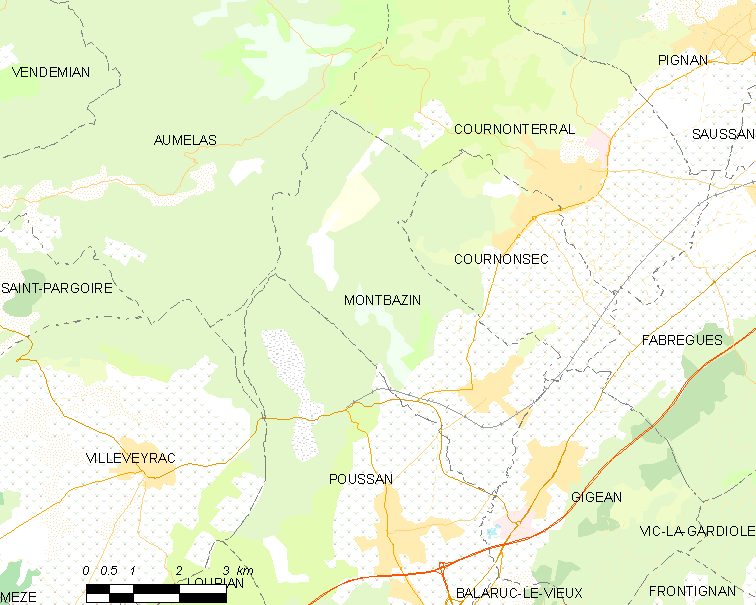
蒙巴赞的OSM定位图

蒙巴赞的时区为UTC+01:00、UTC+02:00（夏令时）。

## 行政
蒙巴赞的邮政编码为34560，INSEE市镇编码为34165。

## 政治
蒙巴赞所属的省级选区为梅兹县。

## 人口

1962-2008年间蒙巴赞人口变化图示

蒙巴赞于2022年1月1日时的人口数量为2903人。